# Камиль Моклер
Камиль Моклер (фр. Camille Mauclair, настоящее имя Северен Фост, фр. Séverin Faust; 29 декабря 1872 года, Париж — 23 апреля 1945 года, там же) — французский поэт, прозаик и художественный критик.

## Биография
Моклер был большим почитателем таланта Стефана Малларме, которому посвятил несколько работ, и Мориса Метерлинка. Литературную карьеру начал как поэт и прозаик. Его поэзия имела определённый успех, стихи перекладывались на музыку такими композиторами, как Эрнест Блох, Гюстав Шарпантье, Эрнест Шоссон и Надя Буланже. Самый известный роман Моклера — «Солнце мёртвых» (фр. Le Soleil des morts; 1898), roman à clef, содержащий беллетризованные портреты ведущих авангардных писателей, художников и музыкантов 1890-х годов. В настоящее время он рассматривается как важный исторический документ серебряного века. Писателю также принадлежит несколько научно-популярных книг о музыке, в том числе Schumann (1906), La Religion de la musique (1909), Histoire de la musique européenne : 1850—1914 (1914) и Les Héros de l’orchestre (1919), которые внесли сыграли значительную роль в понимание музыкальных тенденций Парижа на рубеже XIX—XX веков.
В 1893 году выступил соучредителем Театра Эвр.
В качестве художественного критика Моклер в Mercure de France разносил таких художников как Поль Гоген и Анри де Тулуз-Лотрек, при этом не стесняясь выражать своё восхищение после общего признания их заслуг.
В конце жизни он писал в основном нехудожественные произведения, в том числе был автором путевых заметок, таких как Normandie (1939), биографий писателей, художников и музыкантов и художественной критики. В своих работах по живописи он поддерживал импрессионизм и символизм, но презрительно относился к фовизму, характеризуя его как «ведро с краской, брошенное в лицо общественности». Он также сочинил либретто к трёхактной опере Антуана Мариотта Nele Dooryn, премьерный показ которой состоялся в Опера-Комик в 1940 году.
В конце своей жизни Моклер сотрудничал с Режимом Виши и работал в Grand Magazine illustré de la Race : Revivre.